# Pedioscopus philenor
Pedioscopus philenor är en insektsart som beskrevs av George Willis Kirkaldy 1906. Pedioscopus philenor ingår i släktet Pedioscopus och familjen dvärgstritar. Inga underarter finns listade i Catalogue of Life.